# Csöbör Katalin
Csöbör Katalin (Miskolc, 1965. január 20. –) magyar kulturális antropológus, politikus. 2010. május 14. óta a Borsod-Abaúj-Zemplén vármegyei (2022-ig: megyei) 1. sz. országgyűlési egyéni választókerület országgyűlési képviselője.

## Életpályája
Érettségije után a Budapesti Tanítóképző Főiskolán tanult két évet. 2010-ben a Miskolci Egyetem kulturális antropológia szakán szerzett diplomát  1986-ban kiköltözött Franciaországba, ahol férjhez ment. Férje matematikus, két fiuk van. 1994-ben a politikai változások hatására hazaköltöztek. Ezután 10 évig egy textilipari vállalkozást vezetett Alsózsolcán.

## Politikai tevékenysége
Politikai tevékenységét hazaköltözésük után kezdte, számára természetes módon, a polgári jobboldalon. Kezdeményezésére és aktív közreműködésével 2005 elején megalakult a Fidesz alsózsolcai csoportja, amelynek vezetőjévé választották.
2002 óta Alsózsolcán önkormányzati képviselőként is tevékenykedik.
2008-tól Borsod-Abaúj-Zemplén megye 01. számú választókerületének elnöke. A 2010., 2014. és 2018. évi országgyűlési választásokon egyéni mandátumot szerzett. A 2018-as parlamenti választás legszorosabb versenyében, mindössze 127 szavazatnyi különbséggel győzött Jakab Péter jobbikos politikussal szemben.
A Nő a siker Alapítvány alapítója; az alapítvány rászorulóknak oszt élelmiszercsomagot, például Alsózsolcán a parlamenti választás előtti hetekben, amikor Csöbör nevével ellátott vödrökben szállították a segélycsomagokat.